# Progomphus zephyrus
Progomphus zephyrus är en trollsländeart som beskrevs av James George Needham 1941. Progomphus zephyrus ingår i släktet Progomphus och familjen flodtrollsländor. IUCN kategoriserar arten globalt som starkt hotad. Inga underarter finns listade i Catalogue of Life.